# NGC 6156
NGC 6156 este o galaxie situată în constelația Triunghiul Austral. A fost descoperită în 24 aprilie 1835 de către John Herschel. Se află la o distanță de 44,67 de megaparseci de Pământ.